# Hammerstein (Wuppertal)
Die Ortslage Hammerstein im Wuppertaler Stadtbezirk Vohwinkel geht auf das Rittergut Hammerstein zurück. Dieses Herrenhaus lag am Sonnborner Wupperbogen und ist Namensgeber der später um 1825 errichteten Villa Hammerstein an der Hammersteiner Allee. Die Ortslage entwickelte sich zur Jahrhundertwende zu einem ansehnlichen Villenviertel Vohwinkels.
Auch wurde eine naheliegende Schwebebahnstation nach dem Herrensitz benannt.

## Industrie
Unterhalb der Villa Hammerstein entstand 1835 bis 1837 an der Wupper die Weberei und „Baumwollspinnerei Hammerstein“ des Kaufmanns Johann Christian Jung. Die Baumwollspinnerei zählte zu den bedeutendsten Betrieben ihrer Art im Rheinland. Neben dem sechsgeschossigen Fabrikgebäude, für das der Architekt Christian Heyden nachgewiesen ist, bestand das Areal im Landschaftspark der Villa aus einem Arbeiterwohnhaus und einer Fabrikschule. Das Produktionsgebäude war 46 Meter lang, 15,5 Meter tief und 20,5 Meter hoch. Im Arbeiterhaus wohnten 1938 20 Familien, die als Gastarbeiter aus Kirchen an der Sieg stammten, dort betrieb die Familie Jung seit 1799 die Spinnerei Jungenthal.
Um 1850 führt Friedrich August Jung das Unternehmen und wird von Levin Schücking im 1856 erschienenen Werk „Eisenbahnfahrt von Minden nach Köln“ beschrieben, hier findet sich auch eine Passage zu einem Absatz durch das Tal der Wupper. Die Industriestädte Barmen und Elberfeld liegen für ihn in einer… „Gegend, die vom anziehendsten Gemisch von Gärten und Wiesen, schimmernden Landsitzen, Siedlungen der Fabrikarbeiter, Industrieanlagen vom kleinen Mühlenwerk bis zur riesigen Spindelkaserne und Webstuhlpalast, von Brücken und farbenglänzenden Färbereien und Bleichereien unübersehbar weit bedeckt und malerisch überstreit ist.“
Mit „Spindelkaserne“ und „Webstuhlpalast“ kann Schücking nur die Hammersteiner Baumwollspinnerei gemeint haben, da es zur Zeit 1860 keine anderen vergleichbaren großen Fabrikgebäude im Tal der Wupper gegeben hat. Um diese Zeit hatte das Unternehmen 20.000 Feinspindeln sowie 100 Webstühle in Betrieb, dabei wurden 600.000 Pfund Garn verarbeitet.
1869 wurde die Hammersteiner Baumwollspinnerei F. A. Jung geschlossen. Um die Zeit vor 1895 firmierte die Fabrik als „Tuchfabrik von Herminghaus und Co.“. Ein weiterer Standort der Herminghaus und Co. war an der Friedrich-Ebert-Straße, das Gebäudeensemble ist dort als “Zanella”-Futterstofffabrik bekannt. Herminghaus & Co. GmbH existiert als eine Gesellschaft für Haus- und Grundstücksverwaltung.
Über das Gelände sind Anfang der 1970er Jahre ein Teil der Autobahnbrücken des Sonnborner Kreuz gebaut worden. Von 1956 bis 2007 existierte auf dem Gebiet der Ortslage Hammerstein eine evangelische Kirchengemeinde gleichen Namens, die mit deren Genehmigung das Wappen der Familie von Hammerstein – allerdings ergänzt um Kreuze – als offizielles Siegel führte.

## Ansichten

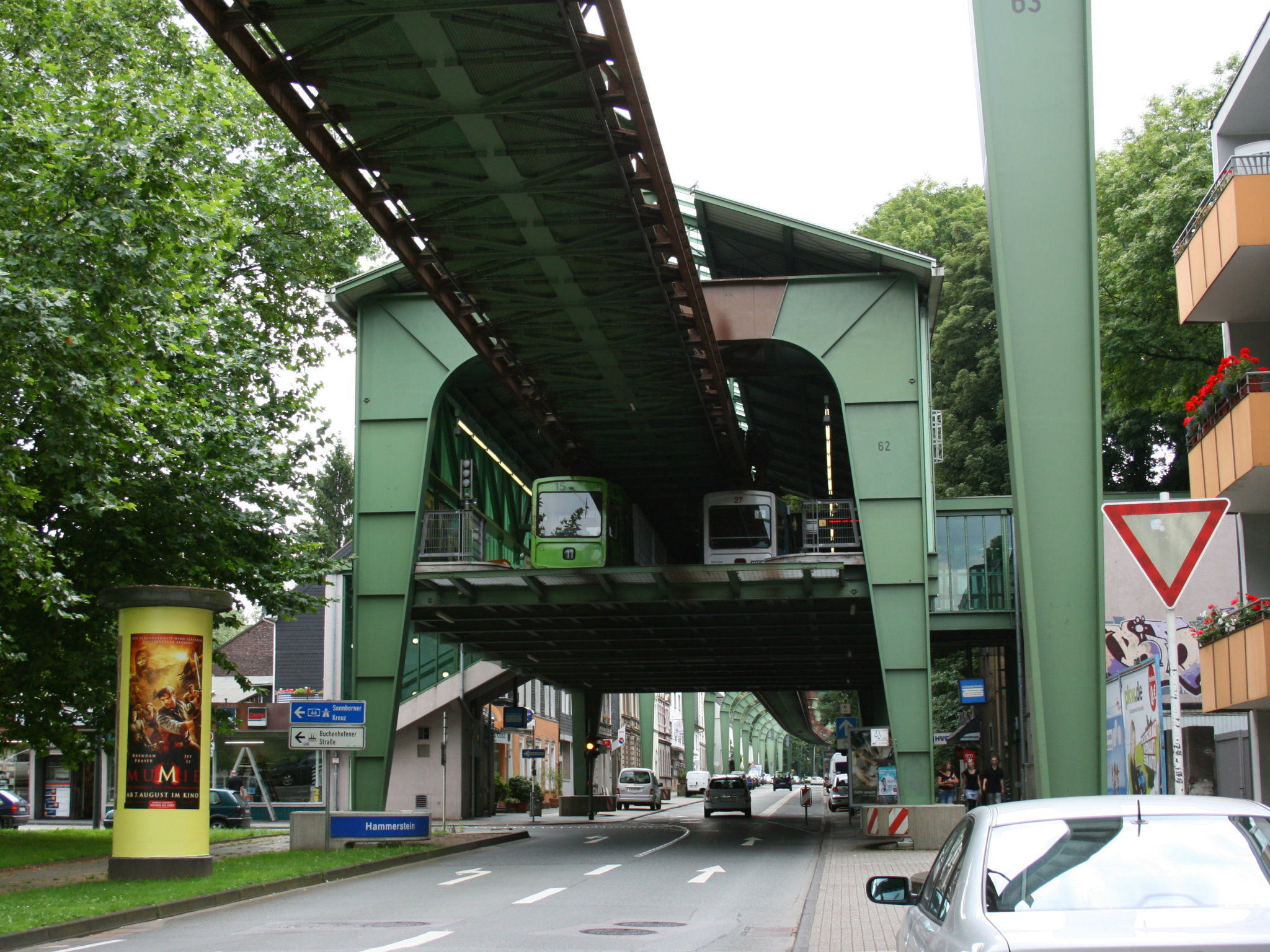
Schwebebahnstation Hammerstein
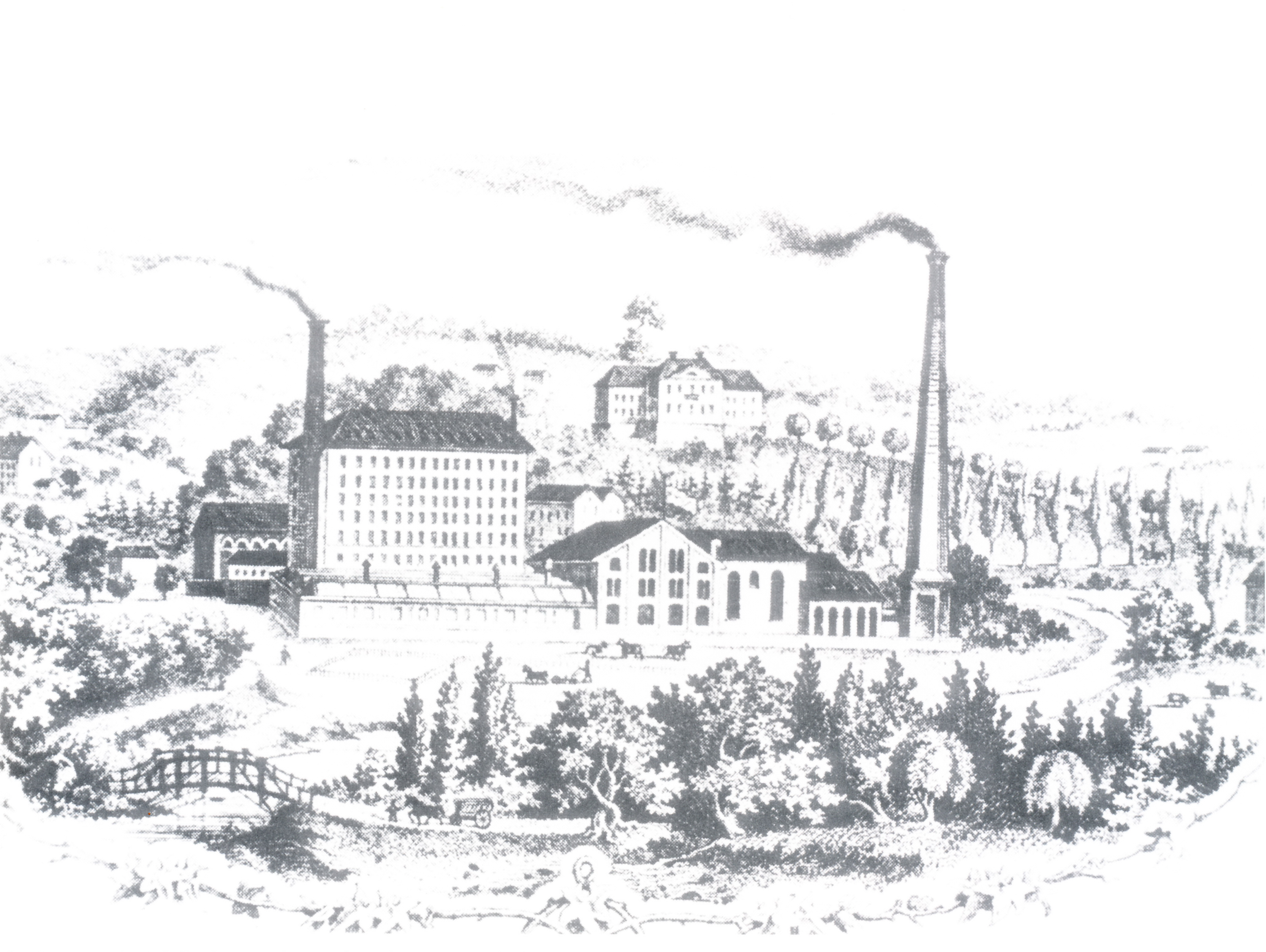
Baumwollspinnerei Hammerstein um 1850
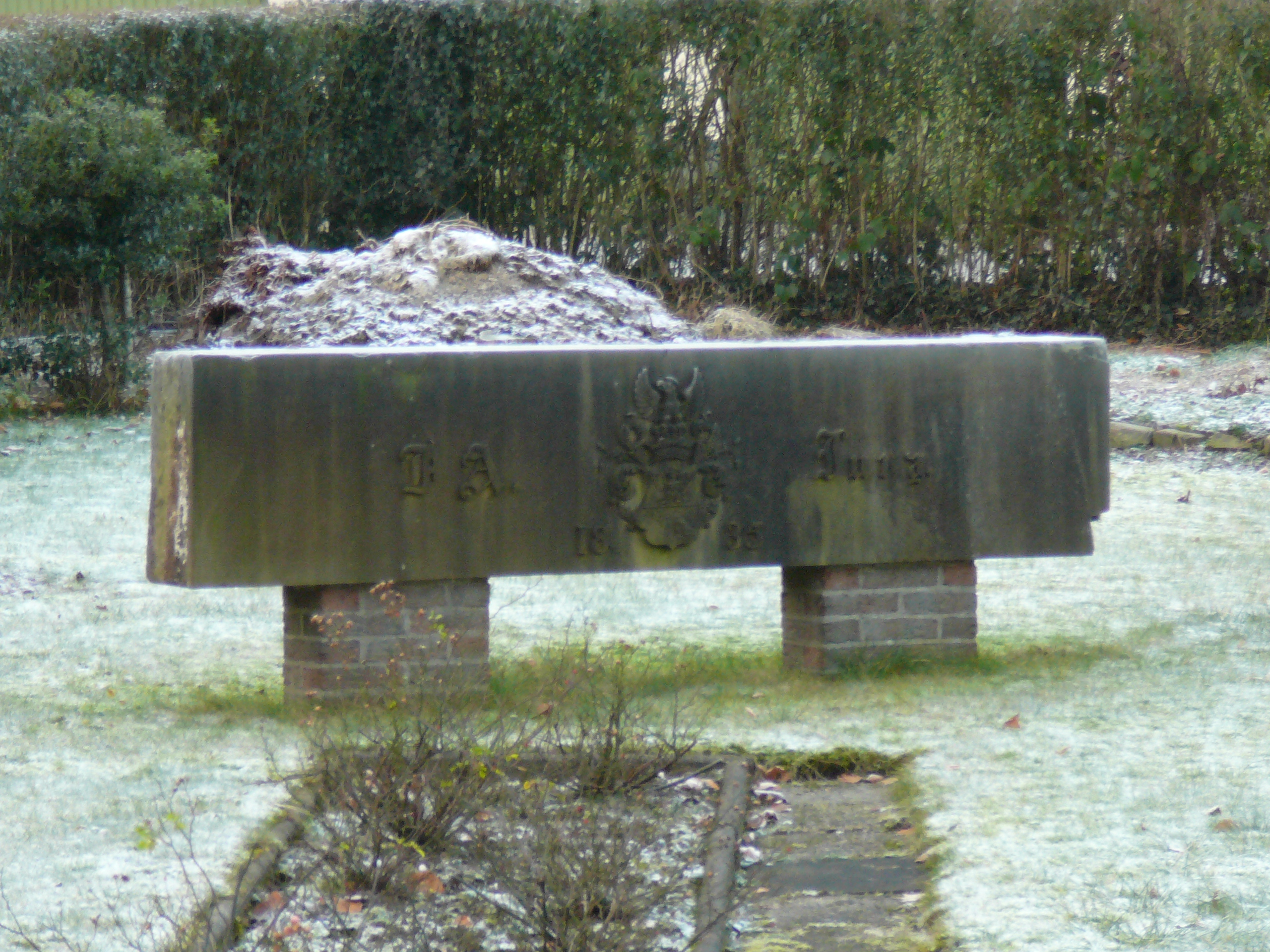
Wappenstein Hammersteiner Baumwollspinnerei F. A. Jung
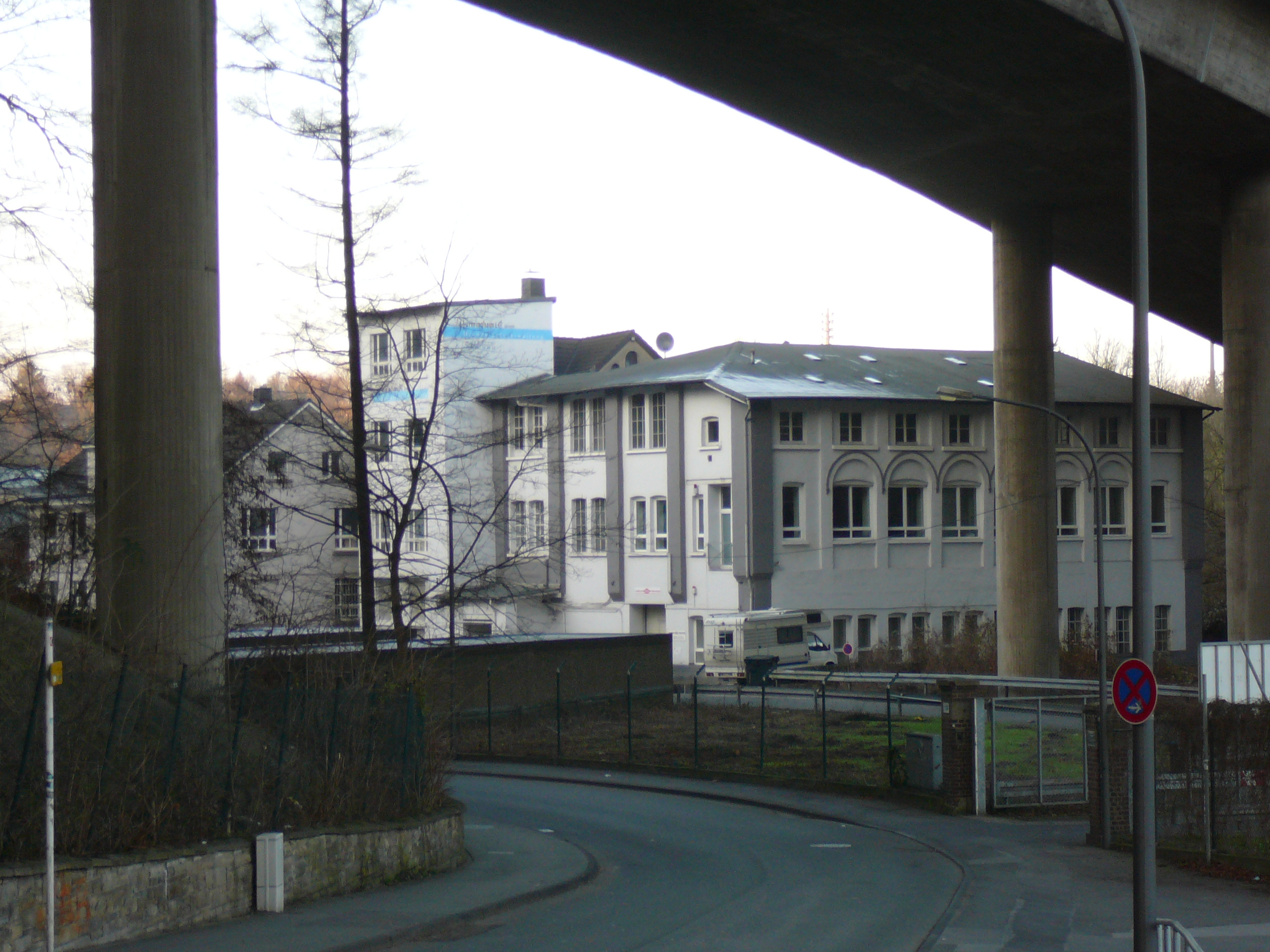
Auf dem Gelände der ehem. Baumwollspinnerei befindet sich ein Industriepark, unbedeutende Gebäudeteile sollen von der Spinnerei erhalten sein